# 인형의 계곡
《인형의 계곡》(영어: Valley of the Dolls)은 1967년 개봉한 미국의 드라마 영화이다. 마크 롭슨이 감독을 맡았으며, 재클린 수전의 동명 소설이 영화의 원작이다.

## 출연

### 주연
- 바바라 파킨스
- 패티 듀크
- 폴 버크

### 조연
- 샤론 테이트
- 토니 스코티
- 마틴 밀너
- 찰스 드레이크
- 알렉산더 데비온
- 리 그랜트
- 로버트 H. 해리스
- 로베르토 비하로
- 조이 비숍
- 조지 제슬
- 수잔 헤이워드
- 나오미 스티븐스
- 재클린 수잔

## 기타
- 의상: 트라빌라
- 배역: 조 스컬리